# Lower Brulé
Lower Brulé és una reserva índia i tribu reconeguda federalment dels brulé, una fracció de la Nació Lakota de l'ètnia sioux. Està situada a la riba oest del riu Missouri, als comtats de Lyman i Stanley al centre de Dakota del Sud, als Estats Units. Està al costat de la reserva índia Crow Creek a la riba oriental del riu. Els Kul Wicasa Oyate (baixos…homes…nació), els Sioux Lower Brulé, són membres de la banda Sicangu (cuixa cremada) dels Lakota. La seu tribal està a Lower Brule.
Fou creada el 2 de març del 1889, té 225.970 acres (109.943 tribals). La població el 2001 era de 2.627 habitants (2.100 en el rol tribal el 1995). L'economia es basa en la pesca i la cacera.

## Història
Els sioux consisteixen en un grup de tribus autònomes que parlen un dels tres dialectes de la llengua sioux: dakota, nakota i lakota. El dakota o santee, coneguts també com a mdewakantonwan, wahpetowan, wahpekute o Sisseton, van des de la vall del riu Ohio a Dakota del Sud. Els dakota o nakota, coneguts com a ihanktonwan / yankton o yanktonai/ihanktonwanna, van des de l'est de Minnesota per la vall del riu Missouri. Els lakota, o teton/tituwan, que consisteixen en els grups oglala, mniconjou, sicangu, sihasapa, oohenunpa, hunkpapa, i itazipco, tradicionalment vivien de les terres a l'est de la vall del riu Missouri a les muntanyes Rocoses. Tenien una història i un llenguatge comú, un fort respecte per la terra i la natura, l'ús comú de Pipestone i l'ús reverencial per la pedra, i cerimònies com la Dansa del Sol, la sudació, i visions profètiques.
El nom 'Brule' ve de la paraula francesa brulé (cremat), el nom que els comerciants francesos donaven als sicangu a finals del segle xvii. Els sicangu es dividien en baixos brule i heyata wicasa, o alts brule, a finals del segle xviii. Els baixos brule tenien millors terres on el riu White desembocava al riu Missouri, mentre que els alts brule vivien més al sud i a l'oest.
En 2013 la tribu va demanar que l'emissora Kelo-TV no substituís una torre de transmissió caiguda a Medicine Butte. Medicine Butte és vora la vila de Reliance, i s'eleva uns 200 metres per sobre de la praderia. La roca és sagrada per als brulé. Kelo-TV acordà col·locar una nova torre en una altra part.

## Govern

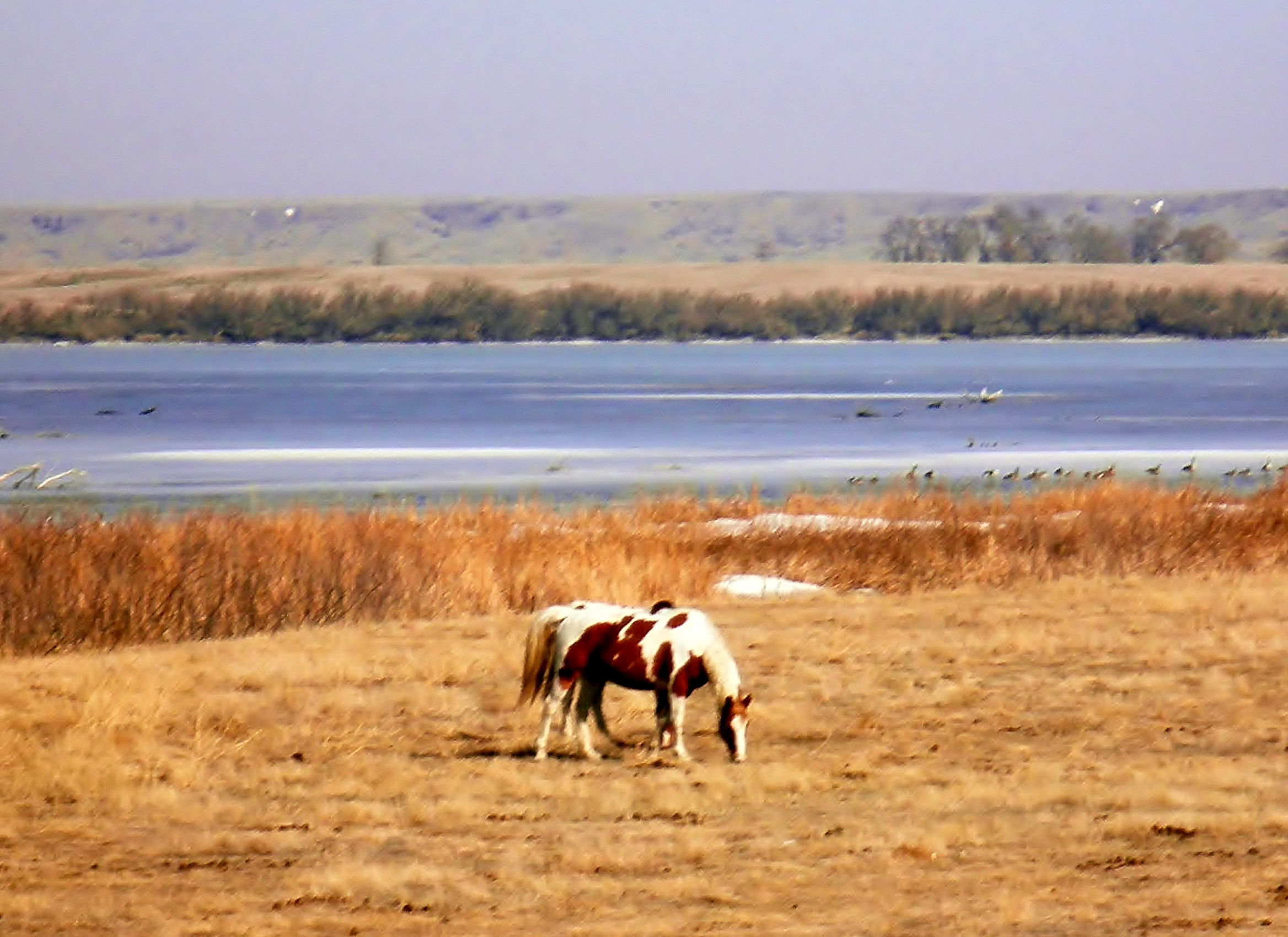
cavall pintat vora el riu Missouri River a la reserva Lower Brule

La Tribu Sioux Lower Brule és una nació sobirana definida per la seva relació de govern a govern amb els Estats Units; com a part de la Gran Nació Sioux, la tribu va signar tractats en 1824, 1851, 1865 i 1868 amb el govern federal que constitueixen els documents legals que estableixen els límits i reconeixen els drets dels governs tribals sobirans.
La tribu va rebre una constitució sota la Llei de Reorganització Índia de 18 de juny de 1934. La seva constitució va ser ratificada l'11 de juliol de 1936, i els estatuts van ser aprovats el 1960. La tribu ha contractat diversos aspectes de l'autogovern en el marc de l'Indian Self Determination and Education Assistance Act, PL 93-638 de 1975. El 17 de juny de 1974 es van modificar la constitució i els estatuts, i el 2 de setembre de 1986 es van modificar de nou i s'adoptà un codi ètic.
Els afers tribals són dirigits per un Consell Tribal de sis membres que són escollits per a un mandat de dos anys. Els funcionaris del consell inclouen el president, vicepresident, secretari/tresorer i tres vocals. El president del Consell Tribal serveix com a conseller delegat i director administratiu de la Tribu. Els càrrecs de President, Vicepresident i Secretari Tresorer, i els tres membres del Consell són sotmesos a escrutini.

## Notables membres tribals
- Cap Iron Nation (1815–1894) va dirigir la tribu sioux Lower Brule durant alguns dels seus anys difícils. Treballà diligentment com a guerrer i estadista, per assegurar la supervivència del seu poble. Iron Nation signà el tractat pel que s'establia la Gran Reserva Sioux en 1868. Ha estat descrit com un líder just i noble.